# Кубан
Кубан пентацикло[4.2.0.02,5.03,8.04,7]октан — химическое соединение с формулой C8H8, каркасный углеводород, атомы углерода которого расположены в пространстве в вершинах куба. Впервые получен в 1964 году Ф. Итоном, профессором химии чикагского университета. Является одним из трёх «платоновых углеводородов», наряду с тетраэдраном и додекаэдраном («Октаэдран» и «икосаэдран» нарушают валентность атомов углерода, поэтому их существование маловероятно).
Индивидуальное вещество представляет собой белые кристаллы, хорошо растворимые в органических растворителях.
Вещество обладает очень высокой для углеводородов плотностью — 1,29 г/см³ . Производные кубана (например, октанитрокубан и гептанитрокубан) представляют собой плотные и высокоэффективные взрывчатые вещества.

## Получение
В качестве исходного соединения в оригинальном методе синтеза использован 2-циклопентенон.:
Аллильное бромирование прекурсора N-бромсукцинимидом по Циглеру в тетрахлоруглероде и последующее бромирование образующегося ненасыщенного соединения приводит к образованию 2,3,4-трибромпроизводного циклопентанона. Посредством элиминирования двух эквивалентов бромоводорода из полученного соединения в диэтиловом эфире в присутствии диэтиламина получают бромциклопентадиенон.
Последующая димеризация полученного соединения по реакции Дильса-Альдера протекает самопроизвольно и аналогична димеризации 1,3-циклопентадиена в бициклопентадиен. При этом стерическое отталкивание атомов брома и карбонильных групп благоприятствует формированию эндо-изомера в соответствии с правилом Альдера. Далее одну из кетогрупп стереоселективно защищают этиленгликолем в присутствии п-толуолсульфоновой кислоты (TsOH) в бензоле и проводят фотохимическую внутримолекулярную реакцию [2+2]-циклоприсоединения. Галогенкетонную группировку далее переводят в карбоксилат-ион, используя для этой цели перегруппировку Фаворского, и проводят декарбоксилирование. Наконец, снятие кетальной защиты, повторная перегруппировка Фаворского и декарбоксилирование приводят к получению необходимого продукта.